# Eucalyptus ophitica
Eucalyptus ophitica är en myrtenväxtart som beskrevs av Lawrence Alexander Sidney Johnson och Kenneth D. Hill. Eucalyptus ophitica ingår i släktet Eucalyptus och familjen myrtenväxter. Inga underarter finns listade i Catalogue of Life.